# James Bayley
John James Manton Bayley (Dubbo, 15 de novembro de 1999) foi um tenista profissional australiano.